# Comuna Melnîci, Jîdaciv
Melnîci (în ucraineană Мельнич) este o comună în raionul Jîdaciv, regiunea Liov, Ucraina, formată din satele Buianiv, Liutînka și Melnîci (reședința).

## Demografie
Componența lingvistică a comunei Melnîci
     Ucraineană (100%)
Conform recensământului din 2001, toată populația comunei Melnîci era vorbitoare de ucraineană (100%).